# Pamba
Pamba a fost un rege al cetății Hatti, recunoscut ca primul rege hitit, care a domnit înainte de înființarea Vechiului Regat Hitit. Este menționat în raport cu regele Naram-Sin din Akkad care a înfruntat o alianță de 17 regi, printre care și Pamba. A domnit în secolul al XXIII-lea î.Hr.